# Мушель, Георгий Александрович
Георгий Александрович Мушель (29 июля 1909 — 25 декабря 1989) — композитор, профессор. Заслуженный деятель искусств Узбекской ССР (1944).

## Биография
Родился в 1909 году в городе Тамбов. В 1921 году начинает заниматься в музыкальной школе по классу фортепиано. В 1930 году закончил музыкальный техникум (у проф. С. М. Старикова). В 1931 году Г. А. Мушель поступает на композиторский факультет Московской государственной консерватории в класс Н. Я. Мясковского, в 1936 окончил консерваторию по классу композиции у М. Ф. Гнесина и А. Н. Александрова, одновременно совершенствует свои пианистические навыки в классе проф. Л. Н. Оборина.
В числе студенческих сочинений Г. А. Мушеля фортепианные, вокальные, камерные и симфонические произведения. В качестве дипломной работы им был представлен первый концерт для фортепиано с оркестром и «Прелюдия и фуга» для фортепиано.
В 1936 году, в год окончания Г. Мушелем московской консерватории, в Ташкенте открывается первое в Средней Азии высшее музыкальное учебное заведение. Туда приглашаются педагоги и выпускники Московской консерватории. Среди них Г. А. Мушель, связавший свою последующую жизнь с Узбекистаном. Он сближается с известными знатоками и тонкими исполнителями и профессионалами Мулла Туйчн Ташмухамедовым, Шорахимом Шоумаровым, Тохтасином Джалиловым, Юнусом Раджаби и другими и постигает через них самобытное музыкальное наследие узбекского народа.
В соавторстве с композиторами Ю. Раджаби, X. Тохтасыновым, Т. Джалиловым он создал музыкально-драматические спектакли «Ферхад и Ширин», «Ортобхон», «Муканна», «Мукими». Наиболее значительные произведения Мушеля — опера «Ферхад и Ширин» (1955), 3 симфонии, 5 фортепианных концертов, кантата «О Фархад-строе», балет «Балерина».
Скончался 25 декабря 1989 года в Ташкенте, похоронен на Домбрабадском кладбище.
В числе его учеников - композитор, Народный артист Узбекистана Алимджан Халимов.